# 熊本労災看護専門学校

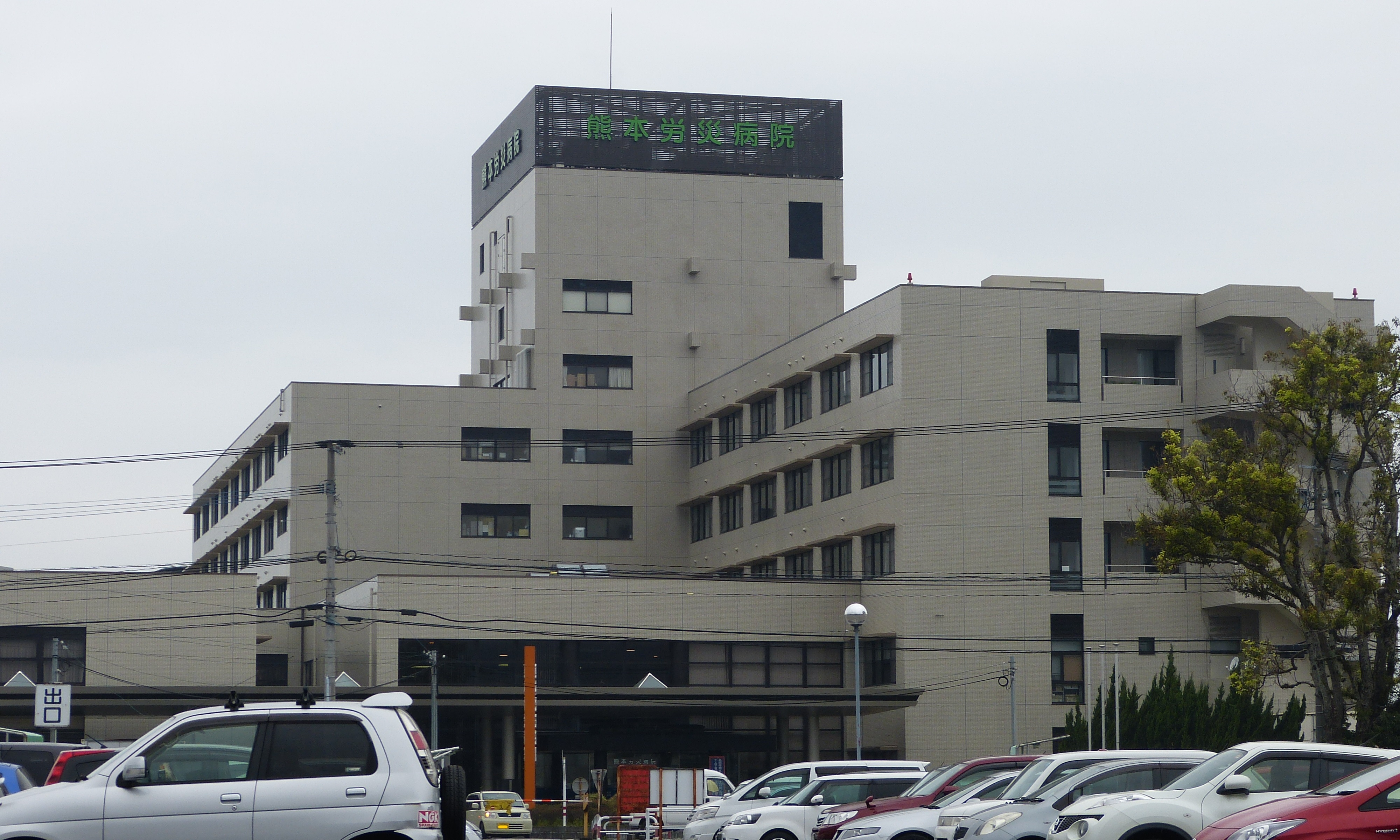
隣接する熊本労災病院

熊本労災看護専門学校（くまもとろうさいかんごせんもんがっこう）は、独立行政法人労働者健康安全機構が運営する熊本県八代市にある専修学校。熊本労災病院（八代市竹原町1670）に、隣接している。

## 沿革
- 1969年（昭和44年）
  - 4月1日 - 熊本労災高等看護学院開校。
  - 12月24日 - 設立が認可される。
- 1977年（昭和52年）3月23日 - 専修学校となり、現校名となる。

## 学科
- 看護学科（修業年限3年,入学定員40名）

## 取得できる資格・免許状
- 看護師国家試験受験資格[2]
- 保健師・助産師教育機関への受験資格[2]
- 専門士（医療専門課程[3]）称号[2]

## 交通アクセス
- JR九州新幹線・JR鹿児島本線「新八代駅」西口より産交バス乗車、「労災病院前」停留所下車すぐ[2]